# Austrolimnophila merklei
Austrolimnophila merklei är en tvåvingeart som beskrevs av Alexander 1928. Austrolimnophila merklei ingår i släktet Austrolimnophila och familjen småharkrankar. Inga underarter finns listade i Catalogue of Life.